# Torneo Godó 2008
Il Torneo Godó 2008  (conosciuto anche come Sabadell Atlántico Barcelona Open per motivi di sponsorizzazione) è stato un torneo di tennis giocato sulla terra rossa.È stata la 56ª edizione del Torneo Godó,  che fa parte della categoria International Series Gold nell'ambito dell'ATP Tour 2008.
Si è giocato al Real Club de Tenis Barcelona di Barcellona in Spagna, dal 28 aprile al 4 maggio 2008.

## Campioni

### Singolare
Rafael Nadal ha battuto in finale  David Ferrer con il punteggio di 6–1, 4–6, 6–1

### Doppio
Bob Bryan /  Mike Bryan hanno battuto in finale  Mariusz Fyrstenberg /  Marcin Matkowski con il punteggio di 6–3, 6–2